# منطقة نابارنجبور
نابارنجبور رمزها «NB» (بالإنجليزية: Nabarangpur)‏ ، هو تقسيم إداري لدولة الهند تتبع ولاية أوريسا (بالإنجليزية: Orissa)‏ ، مركزها هو مدينة نابارنجبور (بالإنجليزية: Nabarangapur)‏ عدد سكانها حسب تعداد سنة 2001 هو 1,018,171 ، مساحتها 5,135 كم² وكثافة السكان 198 لكل كم² .